# Silkroad Online
Silkroad Online (també anomenat SRO, en coreà: 실크로드 온라인) és un joc de rol massiu multi jugador online gratuït (MMORPG) creat per una empresa de Corea del Sud Joymax, que va ser llençat al mercat en fase [Beta] el 21 de febrer de 2006. Bona part del joc està basat en la històrica Ruta de la Seda. Una característica diferencial respecte als altres MMORPG és que el joc se centra en el comerç.

## Visió general
Silkroad està basat en la història del comerç xinès a través de la Ruta de la Seda, una xarxa històrica de rutes comercials a l'Àsia. El joc intenta reproduir aquesta ruta en una escala molt més petita, semblant realista i a la vegada incorporant elements de fantasia tals com l'ús d'efectes especials i habilitats màgiques. Una de les característiques més importants és que permet seleccionar 3 oficis diferents quan el teu personatge assoleix el nivell 20.
Actualment el joc compta amb 8 nivells d'equipament i es pot assolir com a màxim el nivell 80 del personatge.

## Jugabilitat
Després de registrar-se amb un usuari i contrasenya al web del joc, el jugador s'identifica al joc a través del programa client, i després es crea el seu personatge. Per crear el nou personatge, el jugador selecciona:
- Nom d'Usuari: el nom del personatge al joc
- La Figura: el personatge amb una petita història al darrere
- El cos: pes i volum del personatge, que no serà rellevant en el joc, sinó simplement a nivell visual
- Tipus de vestimenta: armor, protector o garment. Aquests si que modifiquen les característiques del personatge.
- Arma inicial: sword, blade, spear, glavie o bow.

Els 2 últims poden ser modificats durant el joc.

### Àrees de joc
Actualment hi ha sis àrees en la versió Internacional del joc: Jangan, Donwhang, Hotan, Samarkand, Constantinople i Alexandria. Aquestes estan separades per quatre seccions: China, China occidental, Oasis Kingdom, Taklamakan, Asia central, Asia Menor, Europa i Egipte.
Depenent de si esculls un personatge d'origen chines o un personatge d'origen europeu començaras la teva aventura a Jangan o Constantinople respectivament.
Cada secció té diferents monstres amb els corresponents nivells. Amb tot i això, Joymax està preparant futures ampliacions amb més àrees i monstres.
Cada ciutat té NPCs (non-player character, personatges no reals). Els NPCs normalment venen o reparen articles, i et donen noves quests (missions).
Les ciutats són segures i no et poden atacar fins que no traspasses les muralles.

## Sistema de Quests (missions)
Existeixen moltes i variades missions dintre del joc. Aquestes ens ajudaran per una banda a comprendre el funcionament d'aquests, i més endavant serviran per pujar més ràpid de nivell i aconseguir elements especials, ja que en finalitzar cada missió, tens una recompensa.
Pràcticament a cada nivell el jugador pot optar a una o més missions, que normalment en ajudaran a descobrir el monstre que ens toca matar segons el nivell del nostre personatge.
De totes maneres, les missions segueixen l'esquema de la majoria de MMORPG, que es basa a matar un nombre determinat de monstres per tal d'aconseguir més experiència i diners.
Podem trobar llistes de missions amb la seva explicació al Web oficial en anglès.

## Sistema d'habilitats
Segons el tipus de raça que hem escollit al crear el personatge, anirem evolucionant el personatge amb les habilitats corresponents. Això fa que el grau de personalització del personatge sigui molt elevat. Així evita haver d'escollir un personatge predefinit al principi i per tant, durant el joc, pots canviar d'arquer a mag, per exemple.
Cada cop que puges de nivell, el personatge guanya 5 punts: 1 punt va automàticament a la "força" (STR), un altre va automàticament a la "intel·ligència" (INT). els altres 3 punts es poden distribuir segons les ambicions del jugador.
Amb això, és possible fer personatges "full INT" enviant tots els punts disponibles a intel·ligència. O personatges "full STR" enviant tots els punts a la força. O bé es pot fer un híbrid, distribuint equitativament els 3 punts entre STR i INT.
En el Silkroad el jugador té la possibilitat de canviar o barrejar diverses habilitats físiques i màgiques, gràcies a les més de 125 habilitats disponibles al joc, que es van descobrint a mesura que s'avança de nivell.

## Servidors
(Desactualitzat: els servidors s'han unit i format de nous)
Al Silkroad Online han anat apareixent servidors per jugar-hi en línia. Aquí en tenim una llista:
| Nom del Servidor | Data de llançament |
| ---------------- | ------------------ |
| Xian             | 10/01/2005         |
| Aege             | 11/14/2005         |
| Troy             | 12/03/2005         |
| Babel            | 01/26/2006         |
| Athens           | 02/21/2006         |
| Oasis            | 03/06/2006         |
| Venice           | 03/30/2006         |
| Greece           | 05/26/2006         |
| Alps             | 07/04/2006         |
| Olympus          | 07/14/2006         |
| Tibet            | 08/26/2006         |
| Red Sea          | 09/26/2006         |
| Rome             | 10/02/2006         |
| El Dorado        | 11/29/2006         |
| Pacific          | 02/20/2007         |
| Alexander        | 02/26/2007         |
| Persia           | 04/04/2007         |
| Zeus             | 04/05/2007         |
| Holanda          | 06/07/07           |